# James Cottingham

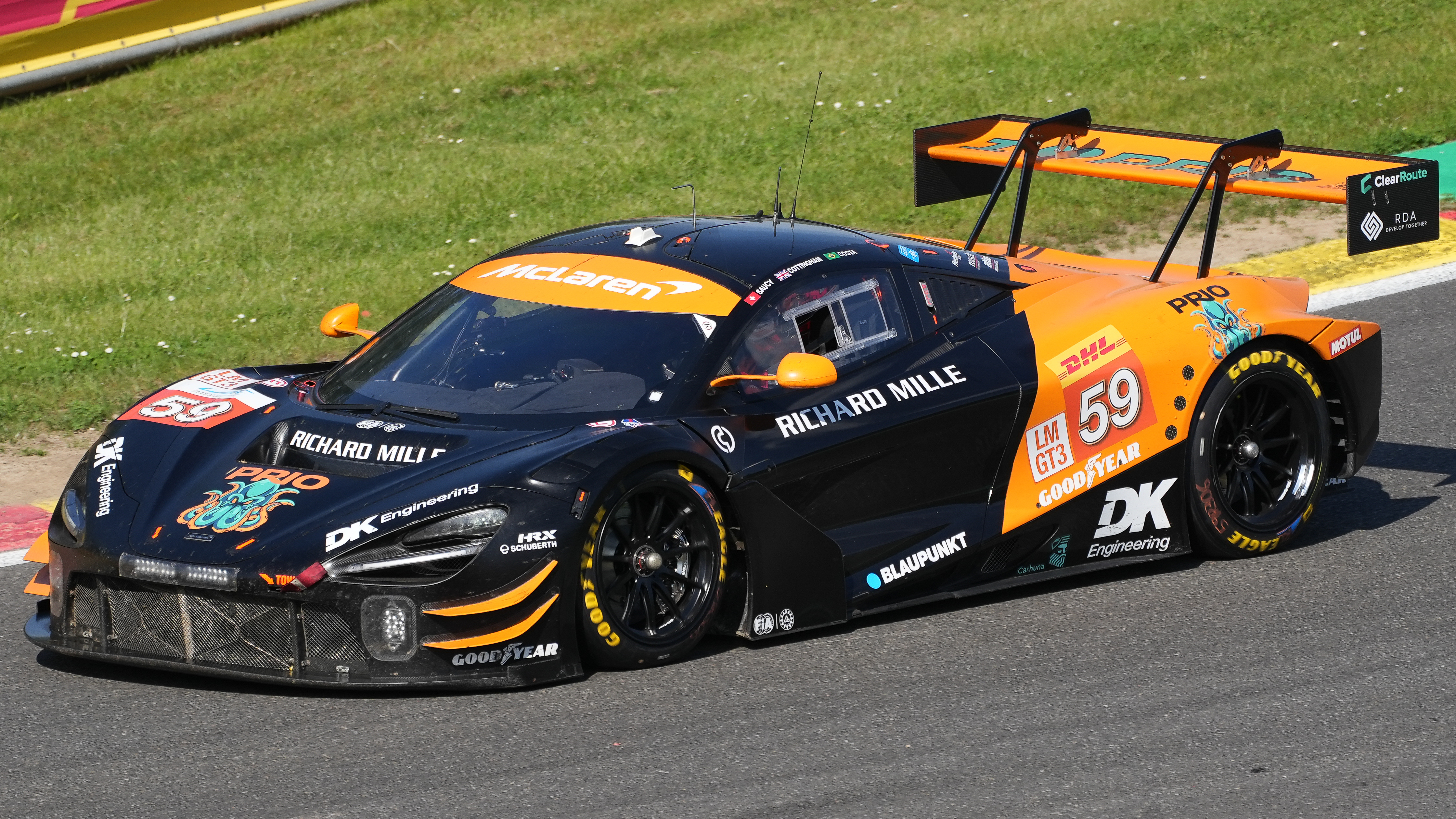
Der von James Cottingham beim 6-Stunden-Rennen von Spa-Francorchamps 2024 gefahrene McLaren 720S GT3 Evo

James Roderick Cottingham (* 21. Januar 1984) ist ein britischer Unternehmer und Autorennfahrer.

## Unternehmer
James Cottingham ist der jüngste von drei Söhnen des Ehepaars David und Kate Cottingham. Die Eltern gründeten 1977 in Chorleywood DK Engineering, ein Unternehmen, das auf die Restaurierung und den Vertrieb historischer Sport- und Rennwagen spezialisiert ist. Nach dem Maschinenbaustudium an der University of Bristol übernahm James Cottingham 2007 die Geschäftsführung im Unternehmen.

## Karriere als Rennfahrer
James Cottingham begann als Amateurrennfahrer mit dem Motorsport. Zunächst beschränkte er sich auf Teilnahmen an Rennen mit historischen Rennfahrzeugen. Zu Beginn der 2020er-Jahre wurden die Aktivitäten professioneller. Er startete in der britischen GT-Meisterschaft, wo er 2022 auf einem Mercedes-AMG GT3 den vierten Endrang erreichte. Im Jahr darauf beendete er das Championat hinter Dan Harper an der zweiten Stelle.
2024 verpflichtete ihn United-Autosports-Eigentümer Zak Brown, um als Bronze-Fahrer (FIA-Einstufung im Sportwagensport) im McLaren 720S GT3 Evo mit der Startnummer 59 an den Start zu gehen. Sein Debüt beim 24-Stunden-Rennen von Le Mans endete nach einem Motorschaden vorzeitig.

## Statistik

### Le-Mans-Ergebnisse
| Jahr | Team              | Fahrzeug             | Teamkollege    | Teamkollege    | Platzierung     | Ausfallgrund |
| ---- | ----------------- | -------------------- | -------------- | -------------- | --------------- | ------------ |
| 2024 | United Autosports | McLaren 720S GT3 Evo | Nicolas Costa  | Grégoire Saucy | Ausfall         | Motorschaden |
| 2025 | United Autosports | McLaren 720S GT3 Evo | Sébastien Baud | Grégoire Saucy | nicht klassiert |              |

### Einzelergebnisse in der FIA-Langstrecken-Weltmeisterschaft
| Saison | Team              | Rennwagen        | 1   | 2   | 3   | 4   | 5   | 6   | 7   | 8   |
| ------ | ----------------- | ---------------- | --- | --- | --- | --- | --- | --- | --- | --- |
| 2024   | United Autosports | McLaren 720S GT3 | KAT | IMO | SPA | LEM | SAO | AUS | FUJ | BAH |
| 2024   | United Autosports | McLaren 720S GT3 | 29  | 28  | 20  | DNF | 22  | 19  | 20  | 20  |
| 2025   | United Autosports | McLaren 720S GT3 | KAT | IMO | SPA | LEM | SAO | AUS | FUJ | BAH |
| 2025   | United Autosports | McLaren 720S GT3 | 19  | 32  | 29  | DNF | 25  |     |     |     |